# جنگ داخلی (فیلم ۲۰۲۴)
جنگ داخلی (به انگلیسی: Civil War) یک فیلم ویران‌شهری اکشن محصول سال ۲۰۲۴ به نویسندگی و کارگردانی الکس گارلند است. کیرستن دانست، واگنر مورا، کیلی اسپینی، استیون مک‌کینلی هندرسون و نیک آفرمن بازیگران این فیلم هستند. داستان فیلم تیمی از روزنامه‌نگاران را دنبال می‌کند که در طول جنگ داخلی دوم آمریکا که به سرعت در حال افزایش است و کل کشور را فراگرفته است، در سراسر ایالات متحده سفر می‌کنند.
جنگ داخلی در ۱۴ مارس ۲۰۲۴ در جنوب از جنوب غربی اولین نمایش جهانی خود را داشت و در ۱۲ آوریل در ایالات متحده توسط ای۲۴ و در بریتانیا توسط ای‌اف‌دی اکران شد. این فیلم نقدهای مثبتی از منتقدان دریافت کرد.

## زمینه داستانی

نقشه ای که تقسیم بندی ایالات متحده را در فیلم نشان می دهد
ایالت های وفادار (ایالات متحده)
نیروهای غربی
اتحاد فلوریدا
ارتش خلق جدید

در آینده نزدیک، تیمی از روزنامه‌نگاران در طول جنگ داخلی دوم آمریکا که به سرعت در حال تشدید شدن است، بین حکومت فدرال ایالات متحده آمریکا و «نیروهای غربی» جدایی‌طلب به رهبری تگزاس و کالیفرنیا، به سراسر ایالات متحده سفر می‌کنند. این فیلم گزارشی از تلاش خبرنگاران برای زنده ماندن در زمانی است که دولت به یک دیکتاتوری دیستوپیک تبدیل شده‌است و شبه نظامیان افراطی حزبی مرتباً مرتکب جنایات جنگی می‌شوند.

## بازیگران
- کیرستن دانست در نقش لی[۸]
- واگنر مورا در نقش جوئل
- کیلی اسپینی در نقش جسی
- استیون مک‌کینلی هندرسون در نقش سمی
- سونویا میزونو در نقش آنیا
- نیک آفرمن در نقش رئیس‌جمهور ایالات متحده[۸]
- جفرسون وایت در نقش دیو
- خوانی فلیز در نقش جوی باتلر
- نلسون لی در نقش تونی
- ادموند دونووان در نقش ادی
- کارل گلاسمن در نقش یک نقطه‌نگار
- جین‌ها در نقش یک تک تیرانداز
- جونیکا تی. گیبز در نقش گروهبانی در کاخ سفید
- جسی پلمونس در نقش یک سرباز گمنام
- جس ماتنی در نقش یک سرباز پاسگاه

## تولید
در ژانویه ۲۰۲۲، گزارش شد که الکس گارلند برای نویسندگی و کارگردانی فیلم برای ای۲۴ قرارداد امضا کرده‌است و کیرستن دانست، واگنر مورا، استیون مک‌کینلی هندرسون و کیلی اسپینی در آن نقش آفرینی می‌کنند. در ماه آوریل، کارل گلاسمن به عنوان بخشی از بازیگران معرفی شد. گارلند در مصاحبه ای در ماه مه با دیلی تلگراف، این فیلم را به عنوان قطعه ای همراه با فیلم مردان از سال ۲۰۲۲ توصیف کرد و گفت: «در نقطه ای نامشخص در آینده قرار دارد - فقط به اندازه کافی جلوتر است که بتوانم یک خودپسندی اضافه کنم - و به عنوان یک تمثیل علمی تخیلی برای مخمصه دو قطبی فعلی ما خدمت می‌کند». در همان مصاحبه، سونویا میزونو به عنوان بخشی از بازیگران نشان داده شد که در تمام فیلم‌های قبلی گارلند حضور داشته‌است.
تصویربرداری اصلی در ۱۵ مارس ۲۰۲۲ در آتلانتا آغاز شد. در ماه مه تولید به شهر لندن منتقل شد. بودجه ساخت جنگ داخلی ۵۰ میلیون دلار بوده که آن را به گران‌ترین فیلم ای۲۴ تبدیل کرده‌است.

## انتشار
جنگ داخلی در ۱۴ مارس ۲۰۲۴ اولین نمایش جهانی خود را در جنوب از جنوب غربی انجام داد. فیلم در ۱۲ آوریل ۲۰۲۴ توسط ای۲۴ در ایالات متحده منتشر شد. قبلاً قرار بود که این فیلم در ۲۶ آوریل ۲۰۲۴ منتشر شود.

## بازخورد
پس از نمایش SXSW، وبسایت بازبینی جمعی راتن تومیتوز اشاره کرد که منتقدان این فیلم را «داستان هشداردهنده‌ای زیبا و پر از ایده‌های بزرگ و اجرای خارق‌العاده کیرستن دانسته‌اند» اما «ممکن است برخی از بینندگان را شگفت زده کند». منتقدان «زیبایی و شدت درام دیستوپایی» فیلم را ستودند، در حالی که به «پتانسیل جنجال و ناامیدی» آن به دلیل اثربخشی پیام‌های آن اشاره کرده‌اند. در این وبسایت، ۸۲ درصد از ۲۷۲ بررسی منتقدان، با میانگین امتیاز ۷٫۶/۱۰ مثبت است. در اجماع انتقادی این وبسایت آمده است: «جنگ داخلی با طراحی سخت و نگران‌کننده، نگاهی نزدیک به عدم قطعیت خشونت‌آمیز زندگی در کشوری می اندازد که در بحران قرار دارد.» این فیلم در متاکریتیک که از میانگین وزنی استفاده می‌کند، بر اساس نظر ۴۶ منتقدین امتیاز ۷۸ از ۱۰۰ را کسب کرده که نشان‌گر «نقدهای عموماً مطلوب» است.